# Maharam
Maharam o Mahram és un estat tributari protegit del grup dels Estats Khasis a les muntanyes Khasi, avui a Meghalaya. La població el 1872 era de 6.157 habitants, el 1881 de 7.670 i el 1901 de 8.464. Els ingressos eren de 104 lliures el 1880 i 1.570 rupies el 1903. Productes principals eren la pebre, mel, arròs, patates, mill i moresc. Hi ha alguna mina de ferro. El seu cap porta el títol de siem i vers el 1880 s'anomenava U Kison Singh i vers el 1900 Andar Singh.